# ماجد فرج
ماجد علي فرج (1962-) هو سياسي ورجل أمن فلسطيني عُين رئيس جهاز المخابرات العامة الفلسطينية في الضفة الغربية منذ 15 سبتمبر 2009. من مواليد مخيم الدهيشة للآجئين جنوب بيت لحم وينحدر من قرية راس أبو عمار المحتلة عام 1948 قضاء القدس. درس فرج في مدارس وكالة الغوث بالدهيشة وحصل على شهادة البكالوريس في الإدارة من جامعة القدس المفتوحة. إستشهد  والده علي فرج خلال إجتياح القوات الإسرائيلية لمدينة بيت لحم في عام 2002، كما رحل شقيقه أمجد وهو في أواسط الثلاثينيات من العمر بعد أن كابد مرضا عضال وكان أحد كوادر الجبهة الشعبية في بيت لحم وأمضى أكثر من 6 سنوات في المعتقلات حيث نعته القوى الوطنية كأحد شهداء الحركة الوطنية كما أن معظم أشقاء فرج كانوا أسرى في المعتقلات الإسرائلية.

## في السجون الإسرائيلية
أُعتقل في بداية المرحلة الثانوية لمدة عام ونصف وتوالت الإعتقالات حيث كان فرج من المعتقلين في سجن الفارعة كما أعتقل في سجون  الظاهرية والمسكوبية والخليل ونابلس وعتليت والنقب ووصل مجموع عمليات إعتقاله لأكثر من 15 مرة ليمضي حوالي 6 سنوات في السجون والمعتقلات الإسرائلية، وكان فرج أحد قيادات الإنتفاضة الفلسطينية الأولى.

## مع حركة فتح والسلطة الفلسطينية
كان فرج من قيادات الأراضي الفلسطينية ومن مؤسسي لجان الشبيبة الذراع النقابي والجماهيري لحركة فتح والتي حظرت سابقا في عام 1987 وتم تسميته في اللجان السياسية قبيل أوسلو. إلتحق فرج مع قدوم السلطة بجهاز الامن الوقائي كمدير لأكثر من محافظة مثل دورا وبيت لحم إلى أن تم تعيينه مديرا لجهاز الاستخبارات العسكرية في عام 2006 وكان من ركائز إدارة وضبط الفلتان الامني كما كان من ضمن اللجنة الثلاثية لحركة فتح في الحوار مع حركة حماس في القاهرة.

## مساعدته باعتقال أبو أنس الليبي
تدعي مصادر أميركية وليبية متطابقة أن مدير المخابرات الفلسطينية في الضفة الغربية اللواء ماجد فرج،  ساعد في تحديد تحركات القيادي في تنظيم القاعدة أبو أنس الليبي واختطافه من قبل قوة كوماندوز أميركية في شهر أكتوبر 2013.